# Patrões Fora
Patrões Fora, conhecida também como Patrões Fora: Temporada de Verão, é uma sitcom portuguesa produzida pela Coral Europa e exibida pela SIC de 12 de dezembro de 2020 a 3 de setembro de 2022. É da autoria de Vera Sacramento, Roberto Pereira e Sérgio Henrique.
Conta com João Baião, Maria João Abreu, José Raposo, Natalina José, Carlos Areia, Noémia Costa, Tiago Aldeia e Sofia Arruda no elenco
principal. Rita Salema, Heitor Lourenço e Cecília Henriques juntaram-se posteriormente ao elenco principal.

## Produção
Foi revelado a 8 de dezembro de 2020 que a SIC iria apostar numa sitcom intitulada de “Patrões Fora”, cujo cenário é o do programa das manhãs Casa Feliz onde vários rostos do canal prometem por lá passar, uma vez que os donos da casa (Diana Chaves e João Baião) estão ausentes. Dois dias depois é revelado o elenco e quem escreve a sitcom. Devido ao Natal e ao Ano Novo, a SIC revelou que iria fazer um especial de Natal e outro de Ano Novo da sitcom.
Foi revelado a 1 de janeiro de 2021 que os três primeiros episódios de 2020 transmitidos eram na verdade um episódio piloto e dois episódios especiais e que devido ao seu sucesso de audiências, a sitcom acabou por ganhar uma primeira temporada com estreia marcada ainda em janeiro. Dois meses depois, a 12 de março, seis dias depois do fim da primeira temporada, foi revelado que a série iria ter uma segunda temporada, com estreia marcada para o dia seguinte, dia 13.
Com a morte da atriz Maria João Abreu a 13 de maio de 2021 e que participava na sitcom, o ator José Raposo decidiu sair do elenco, sendo a segunda temporada interrompida devido à morte de Maria João Abreu e também por causa do acontecimento do EURO2020, sendo os episódios restantes transformados em uma temporada de verão.
Com um novo trabalho no canal, na telenovela Por Ti, Carlos Areia deixa de fazer parte do elenco, a partir da terceira temporada.
Por sua vez, a partir desta temporada, o elenco principal passa a contar com Rita Salema, Heitor Lourenço e Cecília Henriques.

## Exibição
A primeira temporada da sitcom estreou a 9 de janeiro de 2021, porém, em dezembro de 2020, contou com um episódio piloto e ainda dois especiais de Natal e Ano Novo.

### Transmissão na OPTO
Na OPTO, a plataforma de streaming da SIC, a sitcom teve os seus episódios disponibilizados na plataforma ao mesmo tempo que cada episódio era emitido em sinal aberto na SIC.

## Elenco
| Ator/Atriz           | Personagem                        | Piloto    | Temporada | Temporada | Temporada          | Temporada | Temporada            | Especiais |
| Ator/Atriz           | Personagem                        | Piloto    | 1         | 2         | Temporada de Verão | 3         | Temporada de Verão 2 | Especiais |
| -------------------- | --------------------------------- | --------- | --------- | --------- | ------------------ | --------- | -------------------- | --------- |
| João Baião           | Maria Odete Barata                | Principal | Principal | Principal | Principal          | Principal | Principal            | Principal |
| Maria João Abreu (†) | Palmira Barata Silva              | Principal | Principal | Principal | Ausente            | Ausente   | Ausente              | Principal |
| José Raposo          | António José «Tozé» Barata        | Principal | Principal | Principal | Ausente            | Ausente   | Ausente              | Principal |
| Natalina José        | Emília «Milita» Barata            | Principal | Principal | Principal | Principal          | Principal | Principal            | Principal |
| Noémia Costa         | Benvinda dos Anjos                | Principal | Principal | Principal | Principal          | Principal | Principal            | Principal |
| Carlos Areia         | Norberto Silva                    | Principal | Principal | Principal | Principal          | Ausente   | Ausente              | Principal |
| Tiago Aldeia         | Manuel «Nelo» Cristiano Barata    | Principal | Principal | Principal | Principal          | Principal | Principal            | Principal |
| Sofia Arruda         | Cindy Kelly da Silva Carocha      | Principal | Principal | Principal | Principal          | Principal | Principal            | Principal |
| Cecília Henriques    | Jéssica                           | Ausente   | Adicional | Ausente   | Ausente            | Ausente   | Ausente              | Ausente   |
| Cecília Henriques    | Safira Barata                     | Ausente   | Ausente   | Ausente   | Ausente            | Principal | Principal            | Ausente   |
| Rita Salema          | Maria Assunção «Xaxão» Corte Real | Ausente   | Ausente   | Ausente   | Ausente            | Principal | Principal            | Ausente   |
| Heitor Lourenço      | Fernando Barata                   | Ausente   | Ausente   | Ausente   | Ausente            | Principal | Principal            | Ausente   |

## Episódios
| Resumo | Resumo | Episódios | Episódios | Originalmente exibido  | Originalmente exibido  |
| Resumo | Resumo | Episódios | Episódios | Estreia da temporada   | Final da temporada     |
| ------ | ------ | --------- | --------- | ---------------------- | ---------------------- |
|        | Piloto | Piloto    | Piloto    | 12 de dezembro de 2020 | 12 de dezembro de 2020 |
|        | 1      | 8         | 8         | 9 de janeiro de 2021   | 6 de março de 2021     |
|        | 2      | 8         | 8         | 13 de março de 2021    | 22 de maio de 2021     |
|        | 3      | 4         | 4         | 22 de janeiro de 2022  | 5 de março de 2022     |

Temporadas de Verão
| Resumo | Resumo | Episódios | Episódios | Originalmente exibido | Originalmente exibido |
| Resumo | Resumo | Episódios | Episódios | Estreia da temporada  | Final da temporada    |
| ------ | ------ | --------- | --------- | --------------------- | --------------------- |
|        | 1      | 4         | 4         | 7 de agosto de 2021   | 28 de agosto de 2021  |
|        | 2      | 7         | 7         | 9 de julho de 2022    | 3 de setembro de 2022 |